# Dötzum
Dötzum è una frazione (Ortsteil) del comune di Gronau, nel land della Bassa Sassonia, in Germania.

## Storia
Già comune autonomo nel circondario di Gronau, passò a quello di Alfeld il 1º ottobre 1932; fu soppresso e incorporato a Gronau il 1º marzo 1974.